# Anne-Marie Olesen Thinghuus
Anne-Marie Olesen Thinghuus er manuskriptforfatter og manuskriptkonsulent. Hun har siden 1993 skrevet manuskripter til både TV-serier, julekalender og spillefilm, samt skrevet bøger.

## TV-serier
- Andersens julehemmelighed (1993) 24 afsnit. I samarbejde med Lars Mering.
- Score Kaj (1995) 16 afsnit. I samarbejde med Lars Mering.
- Black Widows (2016-2017) 9 afsnit.

## Spillefilm
- Lotto (2006)

## Bøger
- Pløk og Bisse (2005)[1]